# Даница Павловић
Даница Павловић (Београд, 1976) српски је писац поезије и есеја.
Рођена 1976. у Београду, где је завршила Библиотекарство и информатику на Филолошком факултету Универзитета у Београду. Живи и ради у Београду. Од 2008. године је једна од уредница часописа „ПроФемина“. Поезија и есеји су јој преведени на пољски, мађарски, словеначки и енглески језик.
Члан је Српског књижевног друштва.

## Објављена дела

### Збирке поезије
- Вертикални хоризонт, Матица српска, Нови Сад, 2002.
- Слободна територија, Орион арт, Београд, 2011.[2]

### Зборници и антологије
- , приредио Дарко Коцјан, Беографити, Београд, 1998,
- Дневник 2000. приредио Васа Павковић, Центар за стваралаштво младих, Београд, 2001,
- Дискурзивна тела поезије, приредила група аутора, АЖИН, Београд, 2004,
- Трагом рода – смисао ангажовања, приредила Јелена Керкез, Деве, Београд, 2006,
- Лексикон Библиотека Прва књига, приредили Владимир Шовљански и Бранислав Карановић, Матица српска, Нови Сад, 2007,
- Из музеја шумова, приредио Ненад Милошевић, В. Б. З, Загреб, 2009,
- , приредиле Juliana Spahr и Stephanie Young, ChainLinks, Oakland, Philadelphia, 2011,
- Простори и фигуре, приредио Владимир Стојнић, Службени гласник, Београд, 2012,
- , приредили Владимир Ђуришић и Владимир Стојнић, ОКФ, Цетиње, 2012,
- , приредио Горан Лазичић, Дом културе Студентски град, Београд, 2014.
- , приредиле Дубравка Ђурић и Биљана Обрадовић, Dialog Press, New Orleans, 2016.